# Payne (Georgia)
Payne – miasto w Stanach Zjednoczonych, w stanie Georgia, w hrabstwie Bibb.